# Jasna Đoković
Jasna Đoković (* 29. Oktober 1991 in Podgorica, SFR Jugoslawien) ist eine montenegrinische Fußballspielerin.

## Karriere
Đoković startete ihre Karriere mit ŽFK Palma Dušica Vuletić. Bei Palma rückte sie zur Saison 2010/11 in den Profikader auf. Im Sommer 2011 verließ sie Podgorica und wechselte in die höchste albanische Frauenfußballliga zum KS Ada Velipojë. Nach einem Jahr in Albanien kehrte sie im Sommer 2012 nach Montenegro zurück und wechselte zum Vize-Meister ŽFK Ekonomist Nikšić. Mit Ekonomist spielte sie im August 2012 drei Qualifikationsspiele für die UEFA Women’s Champions League und schied mit dem Team nach drei Niederlagen aus.
Nach mehreren Vereinswechseln spielt sie aktuell (2025) für ŽNK Agram.

### International
Seit März 2012 ist Đoković Nationalspielerin für die Montenegrinische Fußballnationalmannschaft der Frauen und erzielte in 82 Länderspielen 14 Tore.